# Aconitum changianum
Aconitum changianum är en ranunkelväxtart som beskrevs av Wen Tsai Wang. Aconitum changianum ingår i släktet stormhattar, och familjen ranunkelväxter. Inga underarter finns listade i Catalogue of Life.